# Križarka Avrora
Avrora (rusko Авро́ра, Avrora) je ruska oklepna križarka Baltske flote razreda Diana. Poimenovana je po fregati Avrora, ki se je proslavila pri obrambi Petropavlovsk-Kamčatskega med Krimsko vojno.
Trenutno shranjena kot muzejska ladja v Sankt Peterburgu. Razred Diana je bil zgrajen v ladjedelnici Admiralti v Sankt Peterburgu za Tihooceansko floto. Vse tri ladje tega razreda so služile med rusko-japonsko vojno. Avrora je preživela bitko pri Cušimi in bila zaprta pod ameriško zaščito na Filipinih ter se na koncu vrnila v Baltsko floto.
Drugo ladjo Pallada so Japonci potopili v Port Arthurju leta 1904. Tretja ladja Diana je bila po bitki v Rumenem morju zaprta v Sajgonu. Eden prvih incidentov oktobrske revolucije v Rusiji se je zgodil na križarki Avrora, ki je po poročanju izstrelila prvi strel, kar je bil znak za začetek napada na Zimski dvorec.

## Rusko-japonska vojna
Kmalu po dokončanju 10. oktobra 1903, je Avrora zapustila Kronštat kot del »okrepitvene eskadre« admirala Vireniusa za Port Arthur. Medtem ko je bila v Rdečem morju še vedno na poti do Port Arthurja, so eskadro odpoklical nazaj v Baltsko morje, pod protestom admirala Stepana Osipoviča Makarova, ki je od admirala Virenija izrecno zahteval, naj nadaljuje svojo misijo v Port Arthurju. Le sedem rušilcev okrepitvene eskadre je smelo nadaljevati plovbo na Daljni vzhod.
Po odpoklicu in prihodu nazaj v domače pristanišče je prestala novo obnovo. Po obnovi je bila Avrora ponovno poslana v Port Arthur kot del Baltske flote. Avrora je plula kot del eskadre križark admirala Oskarja Enkvista, katere poveljniška ladja je bila oklepna križarka Oleg, del Baltske flote admirala Zinovija Petroviča Rožestvenskega. Na poti proti Daljnemu vzhodu je Avrora v Dogger Bank incidentu dobila pet zadetkov zaradi zmedenega prijateljskega ognja, ki je ubil ladijskega kaplana in mornarja, in utrpela lahke poškodbe.
27. in 28. maja 1905 je Avrora sodelovala v bitki pri Cušimi, skupaj z ostalo rusko eskadro. Med bitko je bil ubit njen stotnik, stotnik 1. stopnje Jevgenij Romanovič Jegorjev in 14 članov posadke. Izvršni častnik, stotnik 2. ranga Arkadij Konstantinovič Nebolsin je prevzel povelje, čeprav ranjen. Potem je Avrora, ki je zakrivala drugo precej počasnejše rusko plovilo, postala poveljniška ladja kontraadmirala Oskarja Adolfoviča Enkvista in se z dvema drugima ruskima križarkama prebila do nevtralne Manile, kjer so jo od 6. junija 1905 do konca vojne zadrževale ameriške oblasti.
Leta 1906 se je Avrora vrnila na Baltik in postala kadetska vadbena ladja. Od leta 1906 do 1912 je križarka obiskala številne države; novembra 1911 je bila v Bangkoku v okviru praznovanj v čast kronanja novega siamskega kralja.

## Oktobrska revolucija
Med prvo svetovno vojno je Avrora delovala na Baltskem morju in opravljala naloge patruljiranja in obstreljevanja obal. Leta 1915 so njeno oborožitev spremenili v štirinajst 152 mm topov. Konec leta 1916 so jo zaradi večjega popravila preselili v Petrograd (sodobni Sankt Peterburg). Mesto je prekipevalo od revolucionarnega vrenja in del njene posadke se je pridružil februarski revoluciji leta 1917.
Poveljnik ladje, stotnik Mihail Nikolski, je bil ubit, ko je poskušal zatreti upor. Na ladji je bil ustanovljen revolucionarni odbor, za kapitana pa izvoljen Aleksander Belišev. Večina posadke se je pridružila boljševikom, ki so se pripravljali na komunistično revolucijo.
25. oktobra 1917 ob 21.40 (po julijanskem koledarju 7. novembra) je prazen strel iz signalnega topa naznanil začetek napada na Zimski dvorec, kar naj bi bil začetek oktobrske revolucije. Poleti 1918 so jo preselili v Kronštat in dali v rezervo.

## Druga svetovna vojna
Leta 1922 se je Avrora vrnila v službo kot učna ladja. Leta 1923 je bila dodeljena Baltski floti in večkrat obiskala države Baltskega morja, vključno z Norveško v letih 1924, 1925, 1928 in 1930, Nemčijo 1929 ter Švedsko v letih 1925 in 1928. 2. novembra 1927 je bila Avrora odlikovana z redom rdeče zastave za svoje revolucionarne zasluge.
Med drugo svetovno vojno so orožje odnesli z ladje in ga uporabili pri kopenski obrambi Leningrada. Sama ladja je bila privezana v pristanišču Oranienbaum in je bila večkrat granatirana in bombardirana. 30. septembra 1941 je bila poškodovana in v pristanišču je potonila.
Leta 1944 je Avrora po dvigu in popravilu postala muzej in učno plovilo mornariške šole Nahimov.
Po obsežnih popravilih od 1945 do 1947 je bila Avrora trajno zasidrana na Nevi v Leningradu (sodobni Sankt Peterburg) kot spomenik veliki oktobrski socialistični revoluciji. Leta 1957 je postala muzejska ladja. 22. februarja 1968 je bila odlikovana z redom oktobrske revolucije, katerega značka upodablja samo Avroro, in tako postala edina ladja Ruske (Sovjetske) vojne mornarice, odlikovana z dvema redoma.

## Do danes
Križarka Avrora je kot muzejska ladja postala ena izmed številnih turističnih znamenitosti Leningrada in je še naprej simbol oktobrske socialistične revolucije in pomemben atribut ruske zgodovine. Del muzeja je poleg muzejskega prostora tudi bivališče posadke, katere naloge so vključevale skrb za ladjo, zagotavljanje varnosti in sodelovanje v vladnih in vojaških ceremonijah. Veljalo je, da je posadka delovala kot aktivna in je veljala za vojaško usposabljanje.
Leta 1984 do 1987 je bila križarka v ladjedelnici Admiralti ponovno obnovljena. Med remontom se je zaradi okvare trupa ladje pod vodno črto tega zamenjalo z novim varjenim trupom v skladu s prvotnimi risbami. Odsekani spodnji del trupa se je zavlekel v Finski zaliv, v nedokončano bazo na Ručiju in potopil v bližini obale. Obnova je pokazala, da so bili nekateri deli ladje, vključno z oklepnimi ploščami, originalno izdelani v Veliki Britaniji.
Avrora je najstarejša ladja Ruske vojne mornarice, ki še vedno pluje pod mornariško zastavo, pod katero je bila naročena, vendar je zdaj pod skrbstvom Centralnega pomorskega muzeja. Še vedno jo nadzira aktivna servisna posadka, ki ji poveljuje stotnik 1. stopnje.
Januarja 2013 je ruski obrambni minister Sergej Šojgu napovedal načrte za ponovno splavitev Avrore in njeno poveljniško vlogo v Ruski vojni mornarici zaradi njenega zgodovinskega in kulturnega pomena. 21. septembra 2014 je bila ladja odpeljana v ladjedelnico v Kronštatu na remont. 16. julija 2016 se je vrnila na domače pristanišče v Sankt Peterburgu.

## V popularni kulturi
V filmu Lov na rdeči oktober Toma Clancyja se Ramius nauči pomorstva od ribiča, ki je služil na Avrori in sodeloval pri uporu.
V knjigi Maxa Brooka World War Z je omenjena Avrora kot del velike flote ladij, s katerimi se srečujejo kitajski podmorničarji. »Videli smo Avroro, dejansko težko križarko iz prve svetovne vojne, katere vstaja je sprožila boljševiško revolucijo«.